# كارول ديفيس
كارول ديفيس (بالإنجليزية: Carole Davis)‏ هي عارضة ومغنية وممثلة أمريكية، ولدت في 17 فبراير 1958 بلندن في المملكة المتحدة.

## وصلات خارجية
- كارول ديفيس على موقع IMDb (الإنجليزية)
- كارول ديفيس على موقع ميوزك برينز (الإنجليزية)
- كارول ديفيس على موقع أول ميوزيك (الإنجليزية)
- كارول ديفيس على موقع ديسكوغز (الإنجليزية)
- كارول ديفيس على موقع قاعدة بيانات الفيلم (الإنجليزية)